# Adam Gottlob Detlev von Moltke
Adam Gottlob Detlev Graf von Moltke (* 15. Januar 1765 in Odense; † 17. Juni 1843 in Lübeck) war ein deutsch-dänischer Gutsbesitzer, Lyriker und Dichter. 

## Leben
Adam Gottlob Detlev von Moltke war einer der Söhne des dänischen Gutsbesitzers und Generalleutnants Christian Magnus Frederik von Moltke (1741–1813) und Enkel des dänischen Oberhofmarschalls Adam Gottlob von Moltke. Er studierte an den Universitäten Kopenhagen und Kiel. Aus der Kieler Studienzeit rührte seine Freundschaft zu Barthold Georg Niebuhr her. Er absolvierte ein an seinen Bedürfnissen orientiertes Studium generale. Bedingt durch wirtschaftliche Schwierigkeiten mussten die dänischen Güter der Familie verkauft werden. Er erwarb daraufhin als (minderes) Surrogat das Gut Nütschau bei Oldesloe, das er 1826 an seinen ältesten Sohn Karl übergab. Er zog nach Lübeck, wo er in der Königstraße bis zu seinem Tode lebte. Er hinterließ als Büchersammler eine große Privatbibliothek, die 1852 in Hamburg versteigert wurde. Seine Büste von Bertel Thorvaldsen befindet sich im Thorvaldsen-Museum in Kopenhagen, eine Marmorversion in der Kunsthalle zu Kiel.
Neben seiner Tätigkeit als Gutsbesitzer trat Moltke als Dichter der Klopstockschen Schule hervor und verfasste zahlreiche Schriften. Nütschau wurde während seiner Zeit dort zu einem Treffpunkt Gleichgesinnter in Schleswig-Holstein. Moltke beschäftigte darüber hinaus intensiv mit rechtlichen Fragen der Verfassung der schleswig-holsteinischen Ritterschaft.
Zu seinen Söhnen aus den drei Ehen gehörte auch Friedrich Adamson von Moltke.

## Werk
- Reise nach Maynz (zur Zeit des Bombardements), gesamt drei Bände, Verlag Kaven, Altona 1794.[3]
- Gedichte, H. Gessner, Zürich 1806. Digitalisat
- Oden, H. Gessner, Zürich 1806. Digitalisat